# Королёва, Ольга Юрьевна
О́льга Ю́рьевна Королёва (род. 30 апреля 1979) — российская спортсменка в акробатическом фристайле.
Начинала спортивную карьеру в фигурном катании.
Окончила Российскую государственную академию физической культуры. Мастер спорта международного класса. В 1998—2006 гг. член сборной команды России.
Чемпионка (2003), серебряный (2000, 2001) и бронзовый (2004) призёр чемпионатов России. Неоднократный призёр Кубка Европы, в 2001 г. завоевала Гран-при Кубка Европы
Член олимпийской сборной команды России по фристайлу на зимних Олимпийских играх 2002 года в Солт-Лейк-Сити и 2006 года в Турине. Четвёртое место, занятое Королёвой в 2002 году, вызвало многочисленные претензии к судейству в российской прессе, которые сама спортсменка, однако, не поддерживает.
После Олимпиады в Турине завершила спортивную карьеру и занялась тележурналистикой. Вела телепрограмму «Здоровый вторник» на телекомпании «Вся Уфа».